# Marcin Hak
Marcin Hak (ur. 11 grudnia 1977 w Giżycku) – polski hokeista z obywatelstwem kanadyjskim.

## Życiorys i kariera
- East Vancouver
- Grandview Steelers
- SMS Sosnowiec (1995/1996, trzy miesiące)
- KTH Krynica (1996-1997)
- Herford Devils (1997-1999)
- Denko Furukawa (1999, miesiąc)
- Herford Devils (1999-2000)
- Kölner EC Junghaie (2000-2001)
- Grefrather EV (2001-2002)
- Kölner EC Junghaie (2002)
- KTH Krynica (2002-2004)
- ATM Flyers (2004-2006)
- Trier Huskies (2007-2008)

Od dzieciństwa zamieszkiwał w Bydgoszczy (tam jego ojciec był piłkarzem Zawiszy). W wieku ośmiu lat wyjechał z rodziną do Rzymu, a po dwóch latach do Vancouver w Kanadzie. Tam podjął uprawianie hokeja na lodzie. Grał w Kanadzie, Niemczech (Regionalliga), Japonii i Polsce. W 2004 przebywał na testach w KH Sanok.
Jego siostra Karolina została piłkarką w kanadyjskiej prowincji Kolumbia Brytyjska.

## Osiągnięcia
Klubowe
- Drugie miejsce w Regionallidze NRW i awans do Oberligi: 1999 z Herford Devils